# Skotnica (potok)
Skotnica – potok, lewy dopływ Czarnego Dunajca. 
2 cieki źródłowe potoku wypływają na wysokości około 665 i 655 m na bezleśnych i niezabudowanych obszarach Kotliny Nowotarskiej po północnej stronie centrum Nowego Targu. Łączą się ze sobą na wysokości około 605 m, i od tego miejsca potok jednym korytem spływa w kierunku północnym przez zabudowany teren Nowego Targu. Przecina ulicę C.K. Norwida, spływa wzdłuż ulicy Skotnica, przecina ulicę św. Anny i na wysokości 583 m uchodzi do Czarnego Dunajca.